# Majorana 1
Majorana 1 je kvantový procesor vyvinutý společností Microsoft, který ve velikosti dlaně nabízí prostor pro milióny qubitů. Jedná se o první zařízení na světě, které je topovodičem. Mělo by tak jít o další formu hmoty. Zařízení je vyrobeno z arsenidu india a hliníku, které připouští supravodivost při nízkých teplotách a vykazuje určité signály hostitelství hraničních Majoranových nulových módů (Majorana Fermion). Nulové módy mají potenciální využití pro výrobu topologických qubitů a případně i rozsáhlých topologických kvantových počítačů. Do zařízení se vejde osm qubitů, v budoucnu je předpoklad v miliónech qubitů.
Zařízení Majorana 1, které bylo oznámeno v únoru 2025, údajně představuje pokrok v dlouholetém projektu společnosti Microsoft na vytvoření kvantového počítače založeného na topologických qubitech. Oznámení vyvolalo ve vědecké komunitě jak nadšení, tak skepsi, neboť chybí definitivní veřejný důkaz, že zařízení Majorana 1 vykazuje majoranovské nulové módy.